# Marovato (Andapa)
Pour les articles homonymes, voir Marovato.
Marovato est une commune du nord de Madagascar, appartenant au district d'Andapa, appartenant à la région de Sava, dans la province d'Antsiranana.

## Géographie
Marovato est une commune vaste, et suffisant pour la vie quotidienne.

## Économie
Commune agricole, avec 99 % de la population qui travaille dans ce secteur, les cultures sont principalement le riz, la vanille, des arachides et des haricots.

## Démographie
La population est estimée à environ 5 747 habitants en 2001.